# Willimantic
Willimantic város az USA Connecticut államában, [[|W megyében]]. Lakosainak száma 18 149 fő (2020. április 1.).